# Lista de primeiros-ministros da França
Antes da constituição da Quinta República Francesa (1958), não havia a posição oficial denominada primeiro-ministro no governo francês, mas sim o título semioficial de Presidente do Conselho de Ministros (Président du Conseil de Ministres), e conhecido extraoficialmente como Primeiro-Ministro (premier ministre). Mesmo este não era uma realidade política, já que é o Presidente da França que realmente preside o conselho de ministros.
Cabe ao Primeiro-Ministro dirigir a ação governamental - decidida pelo presidente da República, em suas grandes linhas. O primeiro-ministro é teoricamente o chefe de governo mas, de fato, o presidente da República é quem desempenha este papel, enquanto o Primeiro-Ministro aplica a política proposta pelo Chefe de Estado.
Normalmente o Primeiro-Ministro é escolhido porque lidera a corrente política mais poderosa, dentro da maioria parlamentar da Assembleia Nacional Francesa. Mas o presidente da República pode nomear uma personalidade que não seja nem deputado, nem senador. Foi o caso de Georges Pompidou ou de Raymond Barre ou, mais recentemente, de Dominique de Villepin.

## Chefe Ministerial dos Reis Franceses,1589-1791
| Nº | Primeiro-ministro | Primeiro-ministro | Mandato | Mandato | Monarca     |
| -- | ----------------- | --- | --- | --- | ----------- |
|    |                   | Maximilien de Béthune, Duque de Sully | 2 de agosto de 1589 | 29 de janeiro de 1611 | Henrique IV |
|    |                   | Nicolas de Neufville, Senhor de Villeroy | 1611 | 1614 | Luís XIII   |
|    |                   | Concino Concini | 1616 | 24 de abril de 1617 | Luís XIII   |
|    |                   | Armand Jean du Plessis, Cardeal de Richelieu | 12 de agosto de 1624 | 4 de dezembro de 1642 | Luís XIII   |
|    |                   | Jules Mazarin, Cardeal Mazarin | 4 de dezembro de 1642 | 9 de março de 1661 | Luís XIV    |
|    |                   | Jean-Baptiste Colbert | 9 de março de 1661 | 6 de setembro de 1683 | Luís XIV    |
| –  | –                 | Luís XIV governou sem um ministro principal nos anos mais tardios de seu reinado (1683 - 1715) e o regente Filipe II, Duque d'Orleães que era da família real governou nos primeiros anos da minoridade de Luís XV (1715 - 1718). | Luís XIV governou sem um ministro principal nos anos mais tardios de seu reinado (1683 - 1715) e o regente Filipe II, Duque d'Orleães que era da família real governou nos primeiros anos da minoridade de Luís XV (1715 - 1718). | Luís XIV governou sem um ministro principal nos anos mais tardios de seu reinado (1683 - 1715) e o regente Filipe II, Duque d'Orleães que era da família real governou nos primeiros anos da minoridade de Luís XV (1715 - 1718). | Luís XIV    |
|    |                   | Cardeal Guillaume Dubois | 1715 | 10 de agosto de 1723 | Luís XV     |
|    |                   | Filipe II, Duque d'Orleães | 10 de agosto de 1723 | 2 de dezembro de 1723 | Luís XV     |
|    |                   | Louis Henri, Duc de Bourbon | 2 de dezembro de 1723 | 11 de junho de 1726 | Luís XV     |
|    |                   | Cardeal André-Hercule de Fleury | 11 de junho de 1726 | 29 de janeiro de 1743 | Luís XV     |
|    |                   | Étienne François, duque de Choiseul | 3 de dezembro de 1758 | 24 de dezembro de 1770 | Luís XV     |
|    |                   | René Nicolas de Maupeou | 24 de dezembro de 1770 | 14 de maio de 1774 | Luís XV     |
|    |                   | Jean-Frédéric Phélypeaux, Conde de Maurepas | 14 de maio de 1774 | 21 de novembro de 1781 | Luís XVI    |
|    |                   | Charles Gravier, Conde de Vergennes | 21 de novembro de 1781 | 13 de fevereiro de 1787 | Luís XVI    |
|    |                   | Arcebispo Étienne Charles de Loménie de Brienne | 1 de maio de 1787 | 25 de agosto de 1788 | Luís XVI    |
|    |                   | Jacques Necker | 25 de agosto de 1788 | 11 de julho de 1789 | Luís XVI    |
|    |                   | Louis Auguste Le Tonnelier de Breteuil | 11 de julho de 1789 | 16 de julho de 1789 | Luís XVI    |
|    |                   | Jacques Necker | 16 de julho de 1789 | 3 de setembro de 1790 | Luís XVI    |
|    |                   | Armand Marc, Conde de Montmorin | 3 de setembro de 1790 | 29 de novembro de 1791 | Luís XVI    |

## Primeiros-ministros da França de1815- presente

### Restauração Francesa
| Nº | Presidente do Conselho de Ministros | Presidente do Conselho de Ministros | Mandato                 | Mandato                 | Partido        | Monarca    |
| -- | ----------------------------------- | ----------------------------------- | ----------------------- | ----------------------- | -------------- | ---------- |
| 1  |                                     | Talleyrand                          | 9 de Julho de 1815      | 25 de Setembro de 1815  | Independente   | Luís XVIII |
| 2  |                                     | Duque de Richelieu                  | 26 de Setembro de 1815  | 28 de Dezembro de 1818  | Independente   |            |
| 3  |                                     | Marquês Dessolles                   | 29 de Dezembro de 1818  | 18 de Novembro de 1819  | Independente   |            |
| 4  |                                     | Conde Decazes                       | 19 de Novembro de 1819  | 19 de Fevereiro de 1820 | Doutrinário    |            |
| 5  |                                     | Duque de Richelieu                  | 20 de Fevereiro de 1820 | 13 de Dezembro de 1821  | Independente   |            |
| 6  |                                     | Conde de Villèle                    | 14 de Dezembro de 1821  | 3 de Janeiro de 1828    | Ultra-Realista | Carlos X   |
| 7  |                                     | Visconde de Martignac (de facto)    | 4 de Janeiro de 1828    | 8 de Agosto de 1829     | Ultra-Realista | Carlos X   |
| 8  |                                     | Príncipe de Polignac                | 9 de Agosto de 1829     | 29 de Julho de 1830     | Ultra-Realista | Carlos X   |

### Monarquia de Julho
| Nº | Presidente do Conselho de Ministros | Presidente do Conselho de Ministros | Mandato                 | Mandato                 | Partido                | Monarca       |
| -- | ----------------------------------- | ----------------------------------- | ----------------------- | ----------------------- | ---------------------- | ------------- |
| 9  |                                     | Victor, Duque de Broglie            | 13 de Agosto de 1830    | 2 de Novembro de 1830   | Independente           | Luís Filipe I |
| 10 |                                     | Jacques Laffitte                    | 2 de Novembro de 1830   | 13 de Março de 1831     | Partido do Movimento   | Luís Filipe I |
| 11 |                                     | Casimir Pierre Périer               | 13 de Março de 1831     | 16 de Maio de 1832      | Partido da Resistência | Luís Filipe I |
| 12 |                                     | Duque de Dalmatie                   | 11 de Outubro de 1832   | 18 de Julho de 1834     | Partido da Resistência | Luís Filipe I |
| 13 |                                     | Conde Gérard                        | 18 de Julho de 1834     | 10 de Novembro de 1834  | Independente           | Luís Filipe I |
| 14 |                                     | Duque de Bassano                    | 10 de Novembro de 1834  | 18 de Novembro de 1834  | Independente           | Luís Filipe I |
| 15 |                                     | Duque de Treviso                    | 18 de Novembro de 1834  | 12 de Março de 1835     | Partido da Resistência | Luís Filipe I |
| 16 |                                     | Victor, Duque de Broglie            | 12 de Março de 1835     | 22 de Fevereiro de 1836 | Partido da Resistência | Luís Filipe I |
| 17 |                                     | Adolphe Thiers                      | 22 de Fevereiro de 1836 | 6 de Setembro de 1836   | Partido do Movimento   | Luís Filipe I |
| 18 |                                     | Louis, Conde Molé                   | 6 de Setembro de 1836   | 31 de Março de 1839     | Partido da Resistência | Luís Filipe I |
| 19 |                                     | Duque de Dalmatie                   | 12 de Maio de 1839      | 1 de Março de 1840      | Partido da Resistência | Luís Filipe I |
| 20 |                                     | Adolphe Thiers                      | 1 de Março de 1840      | 29 de Outubro de 1840   | Partido do Movimento   | Luís Filipe I |
| 21 |                                     | Duque de Dalmatie                   | 29 de Outubro de 1840   | 19 de Setembro de 1847  | Partido da Resistência | Luís Filipe I |
| 22 |                                     | François Guizot                     | 19 de Setembro de 1847  | 23 de Fevereiro de 1848 | Partido da Resistência | Luís Filipe I |
| 23 |                                     | Louis, Conde Molé                   | 23 de Fevereiro de 1848 | 24 de Fevereiro de 1848 | Partido da Resistência | Luís Filipe I |
| 24 |                                     | Adolphe Thiers                      | 24 de Fevereiro de 1848 | 24 de Fevereiro de 1848 | Partido do Movimento   | Luís Filipe I |

### Segunda República Francesa
| Nº             | Presidente do Conselho de Ministros | Presidente do Conselho de Ministros | Mandato                 | Mandato                | Partido              | Presidente              |
| -------------- | ----------------------------------- | ----------------------------------- | ----------------------- | ---------------------- | -------------------- | ----------------------- |
| 25             |                                     | Jacques-Charles Dupont de l'Eure    | 24 de Fevereiro de 1848 | 9 de Maio de 1848      | Republicano Moderado | –                       |
| – (Cargo vago) | – (Cargo vago)                      | – (Cargo vago)                      | 10 de Maio de 1848      | 24 de Junho de 1848    | Republicano Moderado | –                       |
| 26             |                                     | Louis Eugène Cavaignac              | 28 de Junho de 1848     | 20 de Dezembro de 1848 | Republicano Moderado | –                       |
| 27             |                                     | Odilon Barrot                       | 20 de Dezembro de 1848  | 31 de Outubro de 1849  | Partido da Ordem     | Luís Napoleão Bonaparte |
| 28             |                                     | Conde d'Hautpoul (de facto)         | 31 de Outubro de 1849   | 22 de outubro de 1850  | Partido da Ordem     | Luís Napoleão Bonaparte |
| – (Cargo vago) | – (Cargo vago)                      | – (Cargo vago)                      | 22 de outubro de 1850   | 10 de Abril de 1851    | Partido da Ordem     | Luís Napoleão Bonaparte |
| 29             |                                     | Léon Faucher (de facto)             | 10 de Abril de 1851     | 26 de Outubro de 1851  |                      | Luís Napoleão Bonaparte |
| – (Cargo vago) | – (Cargo vago)                      | – (Cargo vago)                      | 26 de Outubro de 1851   | 2 de Dezembro de 1852  | –                    | Luís Napoleão Bonaparte |

### Segundo Império Francês
| Nº             | Chefe de governo | Chefe de governo | Mandato               | Mandato               | Partido      | Imperador    |
| -------------- | ---------------- | ---------------- | --------------------- | --------------------- | ------------ | ------------ |
| – (Cargo vago) | – (Cargo vago)   | – (Cargo vago)   | 2 de Dezembro de 1852 | 2 de Janeiro de 1870  | –            | Napoleão III |
| 30             |                  | Émile Ollivier   | 2 de Janeiro de 1870  | 9 de Agosto de 1870   | Bonapartista | Napoleão III |
| 31             |                  | Conde de Palikao | 9 de Agosto de 1870   | 4 de Setembro de 1870 | Independente | Napoleão III |

### Terceira República Francesa
| Nº                           | Presidente do Conselho de Ministros | Presidente do Conselho de Ministros | Mandato                 | Mandato                 | Partido                        | Presidente          |
| ---------------------------- | ----------------------------------- | ----------------------------------- | ----------------------- | ----------------------- | ------------------------------ | ------------------- |
| Governo provisório 1870-1871 |                                     |                                     |                         |                         |                                |                     |
| 32                           |                                     | Jules Trochu                        | 4 de Setembro de 1870   | 18 de Fevereiro de 1871 |                                | –                   |
| Terceira República Francesa  |                                     |                                     |                         |                         |                                |                     |
| 33                           |                                     | Jules Dufaure                       | 19 de Fevereiro de 1871 | 24 de Maio de 1873      | Republicano moderado           | Adolphe Thiers      |
| 34                           |                                     | Albert, duque de Broglie            | 25 de Maio de 1873      | 22 de Maio de 1874      | Orleanista                     | Patrice Mac-Mahon   |
| 35                           |                                     | Ernest Courtot de Cissey            | 22 de Maio de 1874      | 10 de Março de 1875     | –                              | Patrice Mac-Mahon   |
| 36                           |                                     | Louis Buffet                        | 10 de Março de 1875     | 23 de Fevereiro de 1876 | Monarquista moderado           | Patrice Mac-Mahon   |
| 37                           |                                     | Jules Dufaure                       | 23 de Fevereiro de 1876 | 12 de Dezembro de 1876  | Republicano moderado           | Patrice Mac-Mahon   |
| 38                           |                                     | Jules Simon                         | 12 de Dezembro de 1876  | 17 de Maio de 1877      | Republicano moderado           | Patrice Mac-Mahon   |
| 39                           |                                     | Albert, duque de Broglie            | 17 de Maio de 1877      | 23 de Novembro de 1877  | Orleanista                     | Patrice Mac-Mahon   |
| 40                           |                                     | Gaëtan de Rochebouët                | 23 de Novembro de 1877  | 13 de Dezembro de 1877  | Monarquista                    | Patrice Mac-Mahon   |
| 41                           |                                     | Jules Dufaure                       | 13 de Dezembro de 1877  | 4 de Fevereiro de 1879  | Republicano moderado           | Patrice Mac-Mahon   |
| 42                           |                                     | William Waddington                  | 4 de Fevereiro de 1879  | 28 de Dezembro de 1879  | Republicano moderado           | Jules Grévy         |
| 43                           |                                     | Charles de Freycinet                | 28 de Dezembro de 1879  | 23 de Setembro de 1880  | Republicano moderado           | Jules Grévy         |
| 44                           |                                     | Jules Ferry                         | 23 de Setembro de 1880  | 14 de Novembro de 1881  | Republicano moderado           | Jules Grévy         |
| 45                           |                                     | Léon Gambetta                       | 14 de Novembro de 1881  | 30 de Janeiro de 1882   | União Republicana              | Jules Grévy         |
| 46                           |                                     | Charles de Freycinet                | 30 de Janeiro de 1882   | 7 de Agosto de 1882     | Republicano moderado           | Jules Grévy         |
| 47                           |                                     | Charles Duclerc                     | 7 de Agosto de 1882     | 29 de Janeiro de 1883   |                                | Jules Grévy         |
| 48                           |                                     | Armand Fallières                    | 29 de Janeiro de 1883   | 21 de Fevereiro de 1883 | Republicano moderado           | Jules Grévy         |
| 49                           |                                     | Jules Ferry                         | 21 de Fevereiro de 1883 | 6 de Abril de 1885      | Republicano moderado           | Jules Grévy         |
| 50                           |                                     | Henri Brisson                       | 6 de Abril de 1885      | 7 de Janeiro de 1886    | União Republicana              | Jules Grévy         |
| 51                           |                                     | Charles de Freycinet                | 7 de Janeiro de 1886    | 16 de Dezembro de 1886  | Republicano moderado           | Jules Grévy         |
| 52                           |                                     | René Goblet                         | 16 de Dezembro de 1886  | 30 de Maio de 1887      |                                | Jules Grévy         |
| 53                           |                                     | Maurice Rouvier                     | 30 de Maio de 1887      | 12 de Dezembro de 1887  | União Republicana              | Jules Grévy         |
| 54                           |                                     | Pierre Tirard                       | 12 de Dezembro de 1887  | 3 de Abril de 1888      | –                              | Sadi Carnot         |
| 55                           |                                     | Charles Floquet                     | 3 de Abril de 1888      | 22 de Fevereiro de 1889 | Partido Radical                | Sadi Carnot         |
| 56                           |                                     | Pierre Tirard                       | 22 de Fevereiro de 1889 | 17 de Março de 1890     |                                | Sadi Carnot         |
| 57                           |                                     | Charles de Freycinet                | 17 de Março de 1890     | 27 de Fevereiro de 1892 | Republicano moderado           | Sadi Carnot         |
| 58                           |                                     | Émile Loubet                        | 27 de Fevereiro de 1892 | 6 de Dezembro de 1892   | Republicano moderado           | Sadi Carnot         |
| 59                           |                                     | Alexandre Ribot                     | 6 de Dezembro de 1892   | 4 de Abril de 1893      | Republicano moderado           | Sadi Carnot         |
| 60                           |                                     | Charles Dupuy                       | 4 de Abril de 1893      | 3 de Dezembro de 1893   | Republicano moderado           | Sadi Carnot         |
| 61                           |                                     | Jean Casimir-Périer                 | 3 de Dezembro de 1893   | 30 de Maio de 1894      | Republicano moderado           | Sadi Carnot         |
| 62                           |                                     | Charles Dupuy                       | 30 de Maio de 1894      | 26 de Janeiro de 1895   | Republicano moderado           | Jean Casimir-Perier |
| 63                           |                                     | Alexandre Ribot                     | 26 de Janeiro de 1895   | 1 de Novembro de 1895   | Republicano moderado           | Félix Faure         |
| 64                           |                                     | Léon Bourgeois                      | 1 de Novembro de 1895   | 29 de Abril de 1896     |                                | Félix Faure         |
| 65                           |                                     | Jules Méline                        | 29 de Abril de 1896     | 28 de Junho de 1898     |                                | Félix Faure         |
| 66                           |                                     | Henri Brisson                       | 28 de Junho de 1898     | 1 de Novembro de 1898   |                                | Félix Faure         |
| 67                           |                                     | Charles Dupuy                       | 1 de Novembro de 1898   | 22 de Junho de 1899     | Republicano moderado           | Félix Faure         |
| 68                           |                                     | René Waldeck-Rousseau               | 22 de Junho de 1899     | 7 de Junho de 1902      | Republicano moderado           | Émile Loubet        |
| 69                           |                                     | Émile Combes                        | 7 de Junho de 1902      | 24 de Janeiro de 1905   |                                | Émile Loubet        |
| 70                           |                                     | Maurice Rouvier                     | 24 de Janeiro de 1905   | 12 de Março de 1906     |                                | Émile Loubet        |
| 71                           |                                     | Ferdinand Sarrien                   | 12 de Março de 1906     | 25 de Outubro de 1906   |                                | Armand Fallières    |
| 72                           |                                     | Georges Clemenceau                  | 25 de Outubro de 1906   | 24 de Julho de 1909     |                                | Armand Fallières    |
| 73                           |                                     | Aristide Briand                     | 24 de Julho de 1909     | 2 de Março de 1911      |                                | Armand Fallières    |
| 74                           |                                     | Ernest Monis                        | 2 de Março de 1911      | 27 de Junho de 1911     |                                | Armand Fallières    |
| 75                           |                                     | Joseph Caillaux                     | 27 de Junho de 1911     | 21 de Janeiro de 1912   |                                | Armand Fallières    |
| 76                           |                                     | Raymond Poincaré                    | 21 de Janeiro de 1912   | 21 de Janeiro de 1913   |                                | Armand Fallières    |
| 77                           |                                     | Aristide Briand                     | 21 de Janeiro de 1913   | 22 de Março de 1913     |                                | Armand Fallières    |
| 78                           |                                     | Louis Barthou                       | 22 de Março de 1913     | 9 de Dezembro de 1913   |                                | Raymond Poincaré    |
| 79                           |                                     | Gaston Doumergue                    | 9 de Dezembro de 1913   | 9 de Junho de 1914      |                                | Raymond Poincaré    |
| 80                           |                                     | Alexandre Ribot                     | 9 de Junho de 1914      | 13 de Junho de 1914     |                                | Raymond Poincaré    |
| 81                           |                                     | René Viviani                        | 13 de Junho de 1914     | 29 de Outubro de 1915   |                                | Raymond Poincaré    |
| 82                           |                                     | Aristide Briand                     | 29 de Outubro de 1915   | 20 de Março de 1917     |                                | Raymond Poincaré    |
| 83                           |                                     | Alexandre Ribot                     | 20 de Março de 1917     | 12 de Setembro de 1917  |                                | Raymond Poincaré    |
| 84                           |                                     | Paul Painlevé                       | 12 de Setembro de 1917  | 16 de Novembro de 1917  |                                | Raymond Poincaré    |
| 85                           |                                     | Georges Clemenceau                  | 16 de Novembro de 1917  | 20 de Janeiro de 1920   |                                | Raymond Poincaré    |
| 86                           |                                     | Alexandre Millerand                 | 20 de Janeiro de 1920   | 24 de Setembro de 1920  |                                | Paul Deschanel      |
| 87                           |                                     | Georges Leygues                     | 24 de Setembro de 1920  | 16 de Janeiro de 1921   | Aliança Democrática            | Alexandre Millerand |
| 88                           |                                     | Aristide Briand                     | 16 de Janeiro de 1921   | 15 de Janeiro de 1922   |                                | Alexandre Millerand |
| 89                           |                                     | Raymond Poincaré                    | 15 de Janeiro de 1922   | 8 de Junho de 1924      |                                | Alexandre Millerand |
| 90                           |                                     | Frédéric François-Marsal            | 8 de Junho de 1924      | 15 de Junho de 1924     |                                | Alexandre Millerand |
| 91                           |                                     | Édouard Herriot                     | 15 de Junho de 1924     | 17 de Abril de 1925     | Partido Radical                | Gaston Doumergue    |
| 92                           |                                     | Paul Painlevé                       | 17 de Abril de 1925     | 28 de Novembro de 1925  | Partido Republicano-Socialista | Gaston Doumergue    |
| 93                           |                                     | Aristide Briand                     | 28 de Novembro de 1925  | 20 de Julho de 1926     |                                | Gaston Doumergue    |
| 94                           |                                     | Édouard Herriot                     | 20 de Julho de 1926     | 23 de Julho de 1926     | Partido Radical                | Gaston Doumergue    |
| 95                           |                                     | Raymond Poincaré                    | 23 de Julho de 1926     | 29 de Julho de 1929     |                                | Gaston Doumergue    |
| 96                           |                                     | Aristide Briand                     | 29 de Julho de 1929     | 2 de Novembro de 1929   |                                | Gaston Doumergue    |
| 97                           |                                     | André Tardieu                       | 2 de Novembro de 1929   | 21 de Fevereiro de 1930 |                                | Gaston Doumergue    |
| 98                           |                                     | Camille Chautemps                   | 21 de Fevereiro de 1930 | 2 de Março de 1930      | Partido Radical                | Gaston Doumergue    |
| 99                           |                                     | André Tardieu                       | 2 de Março de 1930      | 13 de Dezembro de 1930  |                                | Gaston Doumergue    |
| 100                          |                                     | Théodore Steeg                      | 13 de Dezembro de 1930  | 27 de Janeiro de 1931   | Partido Radical                | Gaston Doumergue    |
| 101                          |                                     | Pierre Laval                        | 27 de Janeiro de 1931   | 20 de Fevereiro de 1932 | –                              | Gaston Doumergue    |
| 102                          |                                     | André Tardieu                       | 20 de Fevereiro de 1932 | 3 de Junho de 1932      | Aliança Democrática            | Paul Doumer         |
| 103                          |                                     | Édouard Herriot                     | 3 de Junho de 1932      | 18 de Dezembro de 1932  | Partido Radical                | Albert Lebrun       |
| 104                          |                                     | Joseph Paul-Boncour                 | 18 de Dezembro de 1932  | 31 de Janeiro de 1933   |                                | Albert Lebrun       |
| 105                          |                                     | Édouard Daladier                    | 31 de Janeiro de 1933   | 26 de Outubro de 1933   |                                | Albert Lebrun       |
| 106                          |                                     | Albert Sarraut                      | 26 de Outubro de 1933   | 26 de Novembro de 1933  |                                | Albert Lebrun       |
| 107                          |                                     | Camille Chautemps                   | 26 de Novembro de 1933  | 30 de Janeiro de 1934   |                                | Albert Lebrun       |
| 108                          |                                     | Édouard Daladier                    | 30 de Janeiro de 1934   | 9 de Fevereiro de 1934  |                                | Albert Lebrun       |
| 109                          |                                     | Gaston Doumergue                    | 9 de Fevereiro de 1934  | 8 de Novembro de 1934   |                                | Albert Lebrun       |
| 110                          |                                     | Pierre Étienne Flandin              | 8 de Novembro de 1934   | 1 de Junho de 1935      |                                | Albert Lebrun       |
| 111                          |                                     | Fernand Bouisson                    | 1 de Junho de 1935      | 7 de Junho de 1935      |                                | Albert Lebrun       |
| 112                          |                                     | Pierre Laval                        | 7 de Junho de 1935      | 24 de Janeiro de 1936   |                                | Albert Lebrun       |
| 113                          |                                     | Albert Sarraut                      | 24 de Janeiro de 1936   | 4 de Junho de 1936      |                                | Albert Lebrun       |
| 114                          |                                     | Léon Blum                           | 4 de Junho de 1936      | 22 de Junho de 1937     |                                | Albert Lebrun       |
| 115                          |                                     | Camille Chautemps                   | 22 de Junho de 1937     | 13 de Março de 1938     |                                | Albert Lebrun       |
| 116                          |                                     | Léon Blum                           | 13 de Março de 1938     | 10 de Abril de 1938     | SFIO                           | Albert Lebrun       |
| 117                          |                                     | Édouard Daladier                    | 10 de Abril de 1938     | 21 de Março de 1940     | Partido Radical                | Albert Lebrun       |
| 118                          |                                     | Paul Reynaud                        | 21 de Março de 1940     | 16 de Junho de 1940     | Aliança Democrática            | Albert Lebrun       |
| 119                          |                                     | Philippe Pétain                     | 16 de Junho de 1940     | 11 de Julho de 1940     | –                              | Albert Lebrun       |

### França de Vichy
| Nº  | Primeiro-ministro | Primeiro-ministro      | Mandato                | Mandato                | Partido | Presidente      |
| --- | ----------------- | ---------------------- | ---------------------- | ---------------------- | ------- | --------------- |
| 120 |                   | Pierre Laval           | 11 de Julho de 1940    | 13 de Dezembro de 1940 | –       | Philippe Pétain |
| 121 |                   | Pierre Étienne Flandin | 13 de Dezembro de 1940 | 9 de Fevereiro de 1941 | –       | Philippe Pétain |
| 122 |                   | François Darlan        | 9 de Fevereiro de 1941 | 18 de Abril de 1942    | –       | Philippe Pétain |
| 123 |                   | Pierre Laval           | 18 de Abril de 1942    | 17 de Agosto de 1944   | –       | Philippe Pétain |

### Governo provisório 1944-1946
| Nº  | Primeiro-ministro | Primeiro-ministro | Mandato                | Mandato                | Partido                       | Presidente                                         |
| --- | ----------------- | ----------------- | ---------------------- | ---------------------- | ----------------------------- | -------------------------------------------------- |
| 124 |                   | Charles de Gaulle | 3 de Junho de 1944     | 26 de Janeiro de 1946  | –                             | –                                                  |
| 125 |                   | Félix Gouin       | 26 de Janeiro de 1946  | 24 de Junho de 1946    | SFIO                          | –                                                  |
| 126 |                   | Georges Bidault   | 24 de Junho de 1946    | 16 de Dezembro de 1946 | Movimento Republicano Popular | –                                                  |
| 127 |                   | Léon Blum         | 16 de Dezembro de 1946 | 16 de Janeiro de 1947  | SFIO                          | Vincent Auriol (Presidente da Assembleia Nacional) |

### Quarta República Francesa
| Nº  | Presidente do Conselho de Ministros | Presidente do Conselho de Ministros | Mandato                 | Mandato                 | Partido                                       | Presidente     |
| --- | ----------------------------------- | ----------------------------------- | ----------------------- | ----------------------- | --------------------------------------------- | -------------- |
| 128 |                                     | Paul Ramadier                       | 22 de Janeiro de 1947   | 24 de Novembro de 1947  | SFIO                                          | Vincent Auriol |
| 129 |                                     | Robert Schuman                      | 24 de Novembro de 1947  | 26 de Julho de 1948     | Movimento Republicano Popular                 | Vincent Auriol |
| 130 |                                     | André Marie                         | 26 de Julho de 1948     | 5 de Setembro de 1948   | Partido Radical                               | Vincent Auriol |
| 131 |                                     | Robert Schuman                      | 5 de Setembro de 1948   | 11 de Setembro de 1948  | Movimento Republicano Popular                 | Vincent Auriol |
| 132 |                                     | Henri Queuille                      | 11 de Setembro de 1948  | 28 de Outubro de 1949   | Partido Radical                               | Vincent Auriol |
| 133 |                                     | Georges Bidault                     | 28 de Outubro de 1949   | 2 de Julho de 1950      | Movimento Republicano Popular                 | Vincent Auriol |
| 134 |                                     | Henri Queuille                      | 2 de Julho de 1950      | 12 de Julho de 1950     | Partido Radical                               | Vincent Auriol |
| 135 |                                     | René Pleven                         | 12 de Julho de 1950     | 10 de Março de 1951     | União Democrática da Resistência              | Vincent Auriol |
| 136 |                                     | Henri Queuille                      | 10 de Março de 1951     | 11 de Agosto de 1951    | Partido Radical                               | Vincent Auriol |
| 137 |                                     | René Pleven                         | 11 de Agosto de 1951    | 20 de Janeiro de 1952   | União Democrática da Resistência              | Vincent Auriol |
| 138 |                                     | Edgar Faure                         | 20 de Janeiro de 1952   | 8 de Março de 1952      | Partido Radical                               | Vincent Auriol |
| 139 |                                     | Antoine Pinay                       | 8 de Março de 1952      | 8 de Janeiro de 1953    | Centro Nacional de Independentes e Camponeses | Vincent Auriol |
| 140 |                                     | René Mayer                          | 8 de Janeiro de 1953    | 27 de Junho de 1953     | Partido Radical                               | Vincent Auriol |
| 141 |                                     | Joseph Laniel                       | 27 de Junho de 1953     | 18 de Junho de 1954     | Centro Nacional de Independentes e Camponeses | René Coty      |
| 142 |                                     | Pierre Mendès France                | 18 de Junho de 1954     | 23 de Fevereiro de 1955 | Partido Radical                               | René Coty      |
| 143 |                                     | Edgar Faure                         | 23 de Fevereiro de 1955 | 31 de Janeiro de 1956   | Partido Radical                               | René Coty      |
| 144 |                                     | Guy Mollet                          | 31 de Janeiro de 1956   | 12 de Junho de 1957     | SFIO                                          | René Coty      |
| 145 |                                     | Maurice Bourgès-Maunoury            | 12 de Junho de 1957     | 6 de Novembro de 1957   | Partido Radical                               | René Coty      |
| 146 |                                     | Félix Gaillard                      | 6 de Novembro de 1957   | 13 de Maio de 1958      | Partido Radical                               | René Coty      |
| 147 |                                     | Pierre Pflimlin                     | 13 de Maio de 1958      | 1 de Junho de 1958      | Movimento Republicano Popular                 | René Coty      |
| 148 |                                     | Charles de Gaulle                   | 1 de Junho de 1958      | 8 de Janeiro de 1959    | Independente (Gaullista)                      | René Coty      |

### Quinta República Francesa
| Nº  | Primeiro-ministro | Primeiro-ministro         | Mandato                | Mandato                | Partido                                                                                 | Presidente               |
| --- | ----------------- | ------------------------- | ---------------------- | ---------------------- | --------------------------------------------------------------------------------------- | ------------------------ |
| 149 |                   | Michel Debré              | 8 de Janeiro de 1959   | 14 de Abril de 1962    | União para a Nova República                                                             | Charles de Gaulle        |
| 150 |                   | Georges Pompidou          | 14 de Abril de 1962    | 10 de Julho de 1968    | União para a Nova República (1962–1967) União dos Democratas pela República (1967–1968) | Charles de Gaulle        |
| 151 |                   | Maurice Couve de Murville | 10 de Julho de 1968    | 20 de Junho de 1969    | União dos Democratas pela República                                                     | Charles de Gaulle        |
| 152 |                   | Jacques Chaban-Delmas     | 20 de Junho de 1969    | 6 de Julho de 1972     | União dos Democratas pela República                                                     | Georges Pompidou         |
| 153 |                   | Pierre Messmer            | 6 de Julho de 1972     | 27 de Maio de 1974     | União dos Democratas pela República                                                     | Georges Pompidou         |
| 154 |                   | Jacques Chirac            | 27 de Maio de 1974     | 26 de Agosto de 1976   | União dos Democratas pela República                                                     | Valéry Giscard d'Estaing |
| 155 |                   | Raymond Barre             | 26 de Agosto de 1976   | 21 de Maio de 1981     | Independente (Centro-direita)                                                           | Valéry Giscard d'Estaing |
| 156 |                   | Pierre Mauroy             | 21 de Maio de 1981     | 17 de Julho de 1984    | Partido Socialista                                                                      | François Mitterrand      |
| 157 |                   | Laurent Fabius            | 17 de Julho de 1984    | 20 de Março de 1986    | Partido Socialista                                                                      | François Mitterrand      |
| 158 |                   | Jacques Chirac            | 20 de Março de 1986    | 10 de Maio de 1988     | Reagrupamento para a República                                                          | François Mitterrand      |
| 159 |                   | Michel Rocard             | 10 de Maio de 1988     | 15 de Maio de 1991     | Partido Socialista                                                                      | François Mitterrand      |
| 160 |                   | Édith Cresson             | 15 de Maio de 1991     | 2 de Abril de 1992     | Partido Socialista                                                                      | François Mitterrand      |
| 161 |                   | Pierre Bérégovoy          | 2 de Abril de 1992     | 29 de Março de 1993    | Partido Socialista                                                                      | François Mitterrand      |
| 162 |                   | Édouard Balladur          | 29 de Março de 1993    | 18 de Maio de 1995     | Reagrupamento para a República                                                          | François Mitterrand      |
| 163 |                   | Alain Juppé               | 18 de Maio de 1995     | 3 de Junho de 1997     | Reagrupamento para a República                                                          | Jacques Chirac           |
| 164 |                   | Lionel Jospin             | 3 de Junho de 1997     | 6 de Maio de 2002      | Partido Socialista                                                                      | Jacques Chirac           |
| 165 |                   | Jean-Pierre Raffarin      | 6 de Maio de 2002      | 13 de Março de 2005    | União por um Movimento Popular                                                          | Jacques Chirac           |
| 166 |                   | Dominique de Villepin     | 13 de Março de 2005    | 15 de Maio de 2007     | União por um Movimento Popular                                                          | Jacques Chirac           |
| 167 |                   | François Fillon           | 17 de Maio de 2007     | 15 de Maio de 2012     | União por um Movimento Popular                                                          | Nicolas Sarkozy          |
| 168 |                   | Jean-Marc Ayrault         | 15 de Maio de 2012     | 1 de Abril de 2014     | Partido Socialista                                                                      | François Hollande        |
| 169 |                   | Manuel Valls              | 1 de Abril de 2014     | 6 de Dezembro de 2016  | Partido Socialista                                                                      | François Hollande        |
| 170 |                   | Bernard Cazeneuve         | 6 de Dezembro de 2016  | 15 de Maio de 2017     | Partido Socialista                                                                      | François Hollande        |
| 171 |                   | Édouard Philippe          | 15 de Maio de 2017     | 3 de Julho de 2020     | Os Republicanos (2017–2018) Independente (Direita) (2018–presente)                      | Emmanuel Macron          |
| 172 |                   | Jean Castex               | 3 de Julho de 2020     | 16 de Maio de 2022     | Independente (Direita)                                                                  | Emmanuel Macron          |
| 173 |                   | Élisabeth Borne           | 16 de Maio de 2022     | 8 de Janeiro de 2024   | Renascimento - Territórios do Progresso                                                 | Emmanuel Macron          |
| 174 |                   | Gabriel Attal             | 9 de Janeiro de 2024   | 5 de Setembro de 2024  | Renascimento - Territórios do Progresso                                                 | Emmanuel Macron          |
| 175 |                   | Michel Barnier            | 5 de Setembro de 2024  | 13 de Dezembro de 2024 | Os Republicanos                                                                         | Emmanuel Macron          |
| 176 |                   | François Bayrou           | 13 de dezembro de 2024 | presente               | Movimento Democrático                                                                   | Emmanuel Macron          |